# Núria Vergés i Bosch
Núria Vergés i Bosch   (Igualada, 1976) és una politòloga, activista social i feminista catalana.

## Formació i trajectòria professional
Llicenciada en Ciències Polítiques i de l'Administració per la Universitat Autònoma de Barcelona (1998), té un Màster en Polítiques Públiques i Socials per la Universitat Pompeu Fabra i la Universitat Johns Hopkins (2005) i és diplomada d'Estudis Avançats (DEA) en Ciències Polítiques i Socials per la mateixa Universitat Pompeu Fabra (2003). Va doctorar-se en Societat de la Informació i del Coneixement a la Universitat Oberta de Catalunya, amb una tesi titulada Gènere i TIC: el procés d'autoinclusió de les dones en les TIC.
És professora agregada de la Facultat d'Economia i Empresa de la Universitat de Barcelona, concretament al Departament de Sociologia. En l'àmbit universitari, va realitzar estades a l'estranger com a professora i com a investigadora visitant, com ara al centre d'Estudis de Dones i Gènere del Trinity College de Dublín (Irlanda), a la Universitat de Constança (Alemanya), a l'Institut Gino Germani de la Universitat de Buenos Aires (Argentina), a la Universitat de São Paulo (Brasil) i a la Universitat d'Ulster (Irlanda del Nord). També va treballar com a investigadora a l'Internet Interdisciplinary Institute de la UOC (2009-2012), a l'Institut d'Infància i Món Urbà o CIIMU (2006), a l'Institut de Govern i Polítiques Públiques de la UAB (2007) i a la mateixa UPF (2001-2005), entre d'altres.
Va ser directora de la Unitat d'Igualtat de la Universitat de Barcelona i membre del grup de recerca Copolis sobre Benestar, Comunitat i Control Social, així com de l'Institut Interuniversitari d'Estudis de Dones i Gènere. A més, el setembre de 2021 va ser nomenada la primera directora general de Cures, Organització del Temps i Equitat en els Treballs al Departament d'Igualtat i Feminismes de la Generalitat de Catalunya. Durant el càrrec, només va ser objecte d'atenció mediàtica el desembre del 2021, quan es va saber que havia establert que una formació oficial per a treballadores de la llar s'impartís en castellà en lloc de català, en contra del que estipulava el contracte i de la voluntat de la formadora, segons la Plataforma per la Llengua. La secretària de Feminismes, Montserrat Pineda, va justificar l'incident pel format telemàtic del curset i per la prioritat de fer entendre els conceptes a les assistents.
La seva recerca se centra en els àmbits del gènere i els treballs, de la relació entre el gènere i les TIC, de l'estat del benestar i les polítiques públiques i familiars, de les violències masclistes i de les metodologies feministes. D'entre les seves publicacions destaquen els llibres Gènere i TIC: fent i desfent gèneres i tecnologies (2023) i Redes Sociales en perspectiva de género (2018) i el monogràfic «Feminisme(s)» de la revista Idees, el qual va coordinar ella.

## Trajectòria cívica
Autodefinida com a «feminista i activista tecnosocial», està fortament vinculada a l'activisme social i feminista. És cofundadora del col·lectiu d'investigació sobre gènere i tecnologia DonesTech. També ha estat membre de diverses organitzacions civils, com ara l'Associació de Dones per a la Recerca i Acció (Alia) el seminari interdisciplinari de recerca feminista SIMREF i Ca la Dona. D'afegitó, ha format part de projectes activistes com l'Ateneu Cooperatiu La Base al Poble-sec, la xarxa de mitjans Indymedia o la comunitat de creadors audiovisuals Telenoika.

## Família
Té una filla. És germana d'Alba Vergés Bosch, que va ser consellera de Salut de la Generalitat de Catalunya del 2018 al 2021 i vicepresidenta primera del Parlament de Catalunya del 2021 al 2024.